# 嵐野英彦
嵐野 英彦（あらしの ひでを、1935年6月6日 - 2016年10月14日）は、日本の作曲家。多くのCMソング、『鉄人28号』『遊星仮面』『遊星少年パピイ』などのアニメ、石原裕次郎主演の映画音楽で名をあげた。

## 生涯
京都生まれ。松本民之助に師事していた東京芸術大学作曲科の在学中、朝日放送「クレハホームソングコンテスト」に応募。三木鶏郎にスカウトされた。
三木鶏郎音楽工房の作曲・編曲家として活躍、サウンドロゴやインフォマティブ・ソングという新しいCM音楽のスタイルを作り出す。森永製菓のリコーダー1本のCM"ピポピポ"は彼の作。日本のCM音楽を代表する作曲家。ACC賞、日本音楽コンクール入選、文部科学省社会教育功労賞など。
また、教育者として尚美学園教授や滋賀大学教授を務め後進の指導にあたる。作風は決して前衛ではないが、出版されたピアノ曲集I〜IIIなどでは簡潔・完璧な書法が特徴である。純音楽の代表作にオペラ・ブッファ『たらちね』I・IIなどがある。門下に赤石敏夫や河合孝治などの作曲家がいる。
2016年10月14日に逝去。81歳没。